# Blazed and Confused
Blazed and Confused, llamado Colocados y confundidos en Hispanoamérica y Quemado y confuso en España, es un episodio perteneciente a la vigesimosexta temporada de la serie animada Los Simpson, emitido originalmente el 16 de noviembre de 2014 en EE. UU.. El episodio fue escrito por Carolyn Omine y William Wright y dirigido por Rob Oliver y la estrella invitada ha sido Willem Dafoe. Como el profesor matón de Bart Simpson.

## Sinopsis
El Superintendente Chalmers organiza un intercambio de profesores entre las escuelas del distrito, pasando al famoso Sr. Jack Lassen a la Escuela Primaria de Springfield, donde enseñará en la clase de Bart. Él intimida a Nelson y le da un corte de pelo vergonzoso parecido al de Bart, así que Bart planea derribarlo, con la ayuda de Milhouse. Con el uso de un perfil de red social falso (Facelook) con el nombre de la señorita Hoover, descubren que Lassen debe hacer un ritual importante en un festival del desierto llamado Blazing Guy, donde se encenderá la efigie del mismo nombre.  
Mientras tanto, Homer ha olvidado de reservar un sitio para acampar, lo que molesta a Marge. Bart resuelve el problema comentando y convenciendo a Homer de llevar a la familia a Blazing Guy. Marge, quien está perturbada por los campistas excéntricos, bebe una taza de té para relajarse, aunque contiene alucinógenos, por lo que se pone a delirar. Bart y Milhouse utilizan una sustancia retardante de fuego para asegurarse de que la efigie no se encienda, arruinando así el momento más importante del Sr. Lassen. Él se pone furioso y agarra una ardiente tuba, de la que sopla el fuego en un intento de matar a Bart y Milhouse en la parte superior de la efigie. Homer trata de salvar a los niños mediante el uso de una catapulta para lanzarse a sí mismo en la efigie, pero se queda corto y rompe su pierna, destruyendola. Los otros campistas forman un muro alrededor de Lassen mientras que Bart y Milhouse logran escapar de manera segura. 
Chalmers y el Director Skinner despiden a Lassen de la Escuela Primaria de Springfield. Él encuentra un nuevo trabajo como director de la cárcel, donde se encuentra con el preso Sideshow Bob, quién también detesta a Bart. Lassen trata de hacer una oferta para que puedan unirse para matar a Bart, pero cuando Lassen dice que va a realizar el acto final, Bob rechaza el acuerdo.

## Recepción
Dennis Perkins de The A.V. Club le dio al episodio una B-, comentando que Lassen «cayó de plano», porque la reputación de Dafoe como actor amenazante proviene de sus gestos físicos más que de su voz. También indicó que la mala conducta de Bart en episodios recientes sirvió sólo como chiste en lugar de dar un verdadero peso emocional, Milhouse tenía algunas líneas «clásicas» en el episodio, al orinar en la entrada de Lassen y luego unirse a Lassen para insultar a Nelson.